# Île de Bahreïn
Pour les articles homonymes, voir Bahreïn (homonymie).
L'île de Bahreïn est la plus grande et la plus peuplée des îles formant le royaume de Bahreïn. Elle mesure 55 km de long sur 18 de large, et abrite notamment la capitale du royaume, Manama.
Elle est reliée à son voisin le plus proche, l'Arabie saoudite, grâce à la chaussée du roi Fahd.